# Hyakkai Zukan
Hyakkai Zukan (chữ Hán: 百怪圖巻: Bách quái đồ quyển) là tập tranh cuộn về chủ đề yêu quái của họa sĩ Sawaki Sūhi được ấn hành vào năm thứ 2 niên hiệu Gembun (1737). Họa sĩ này sống vào giữa thời Edo và là đồ đệ của Hanabusa Itchō, một họa sĩ danh tiếng thời Genroku. Tên của tập tác phẩm có nghĩa là "tranh cuộn về trăm yêu quái".

## Khái yếu
Ở phần cuối của tập tranh, tác giả Sawaki có đề rằng ông chỉ sao chép lại bản sao chép của họa sĩ Kohōgen Motonobu. Kohōgen là hiệu của Kanō Motonobu, một họa sĩ danh tiếng của họa phái Kanō sống vào thờiMuromachi. Tập tranh này gồm 30 bức về đề tài yêu quái với nét vẽ tinh tế và được đánh giá là tác phẩm có chất lượng nhất trong số các tác phẩm về yêu quái thời cổ, là chuẩn mực cho các tác phẩm yêu quái khác. Tập tác phẩm này hiện được lưu trữ tại viện bảo tàng tỉnh Fukuoka.
Thời Edo còn một họa sĩ về yêu quái khác là Toriyama Sekien. Họa gia này nổi tiếng với tập 30 tranh yêu quái là "Gazu Hyakki Yakō". Người ta cho rằng khi sáng tác nên tác phẩm này, Sekien đã tham khảo "Hyakkai Zukan" của Sawaki hoặc những tác phẩm tương tự.

## Danh mục các tác phẩm

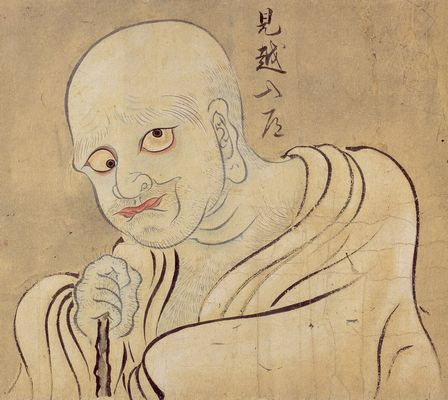
Mikoshi Nyūdō
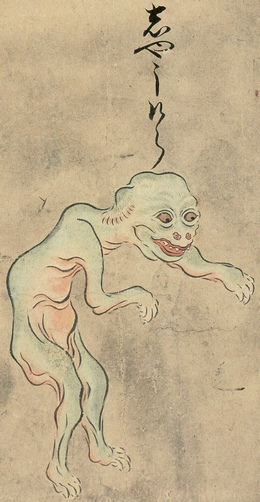
Shōkera
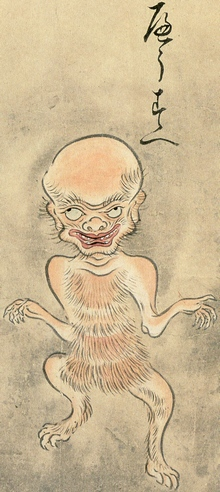
Hyōsube
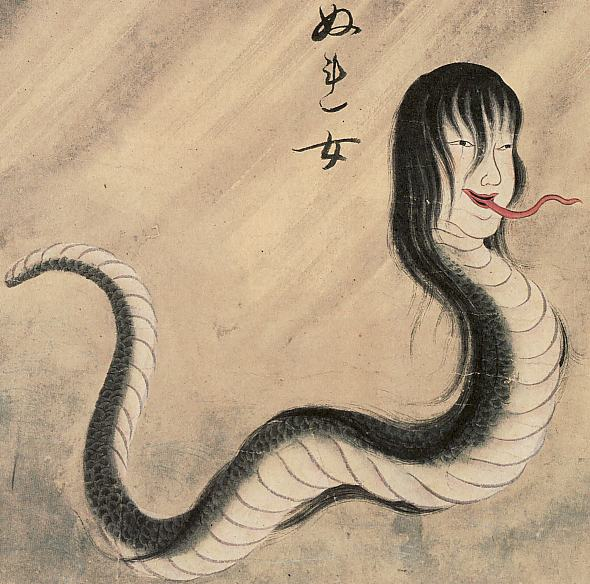
Nure Onna
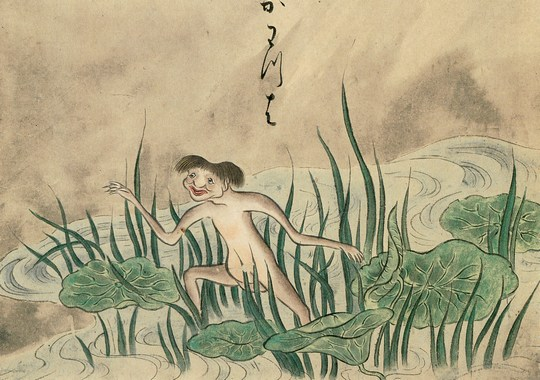
Kappa
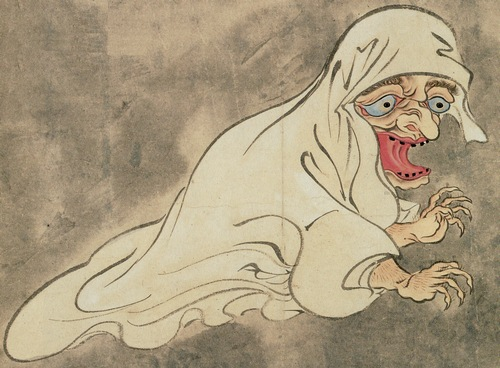
Gagoze
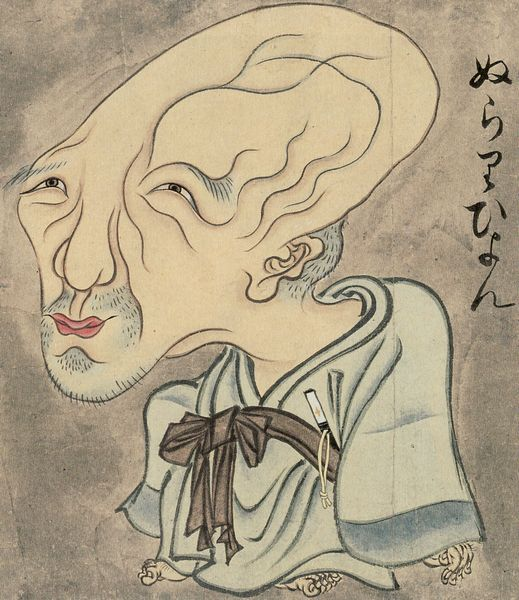
Nurari Hyon
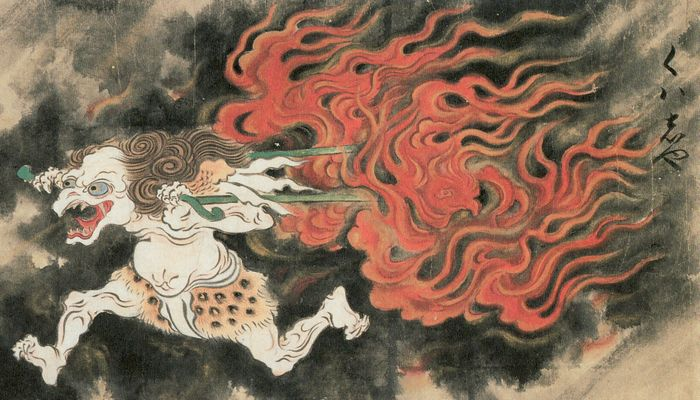
Kasha
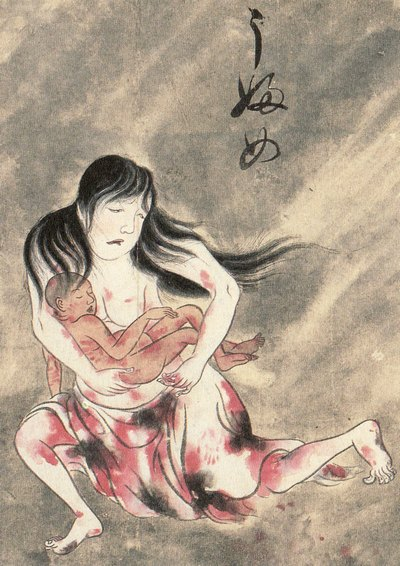
Ubume
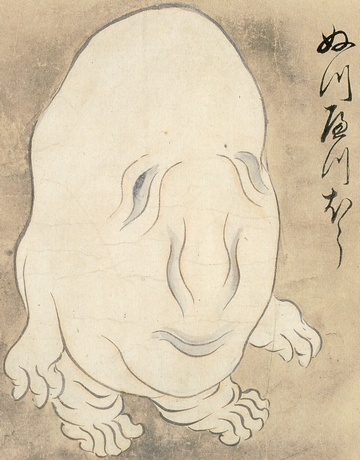
Nuppeppō
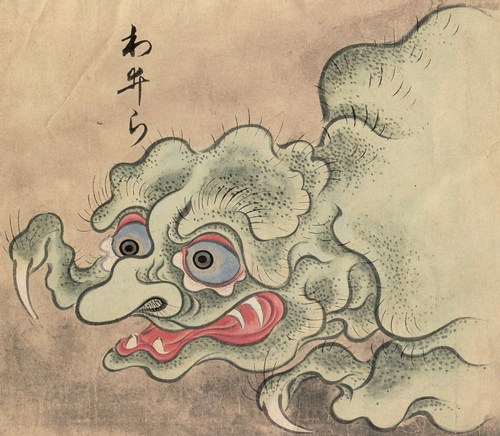
Waira
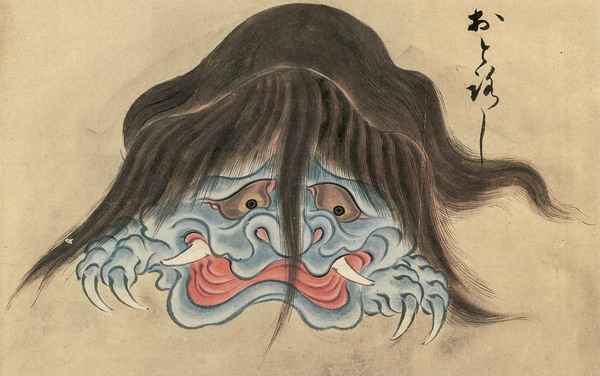
Otoroshi
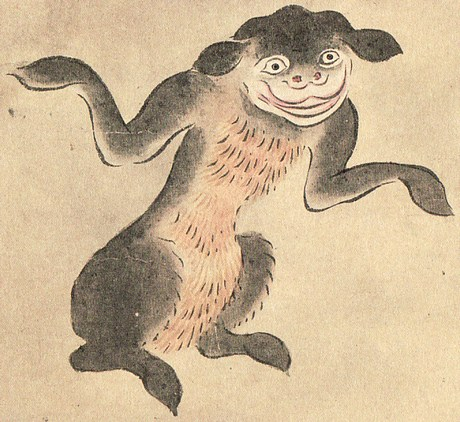
Yamabiko
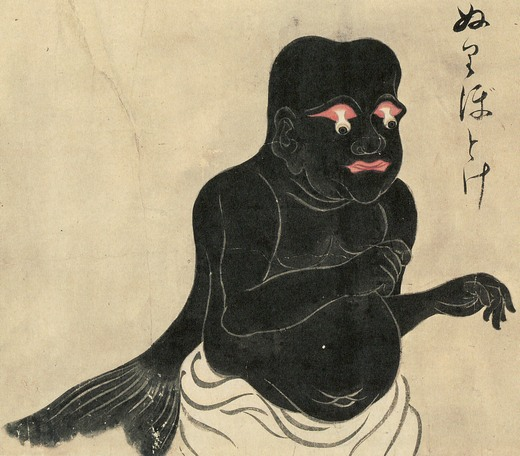
Nuri Botoke
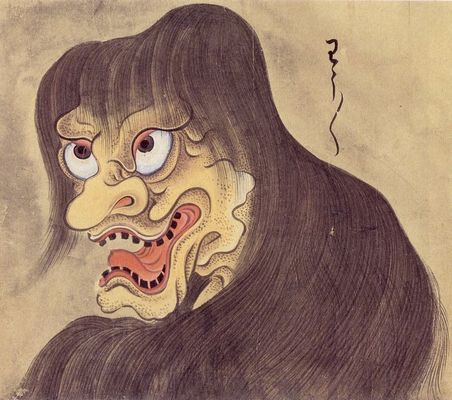
Wauwau
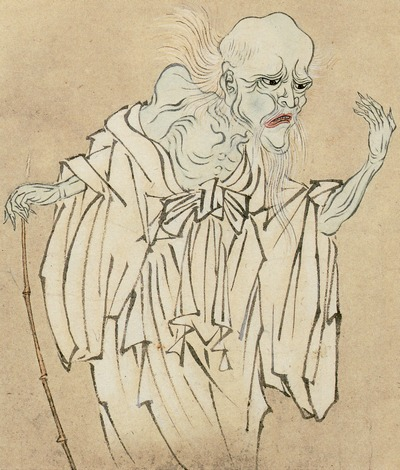
Yume no Seirei
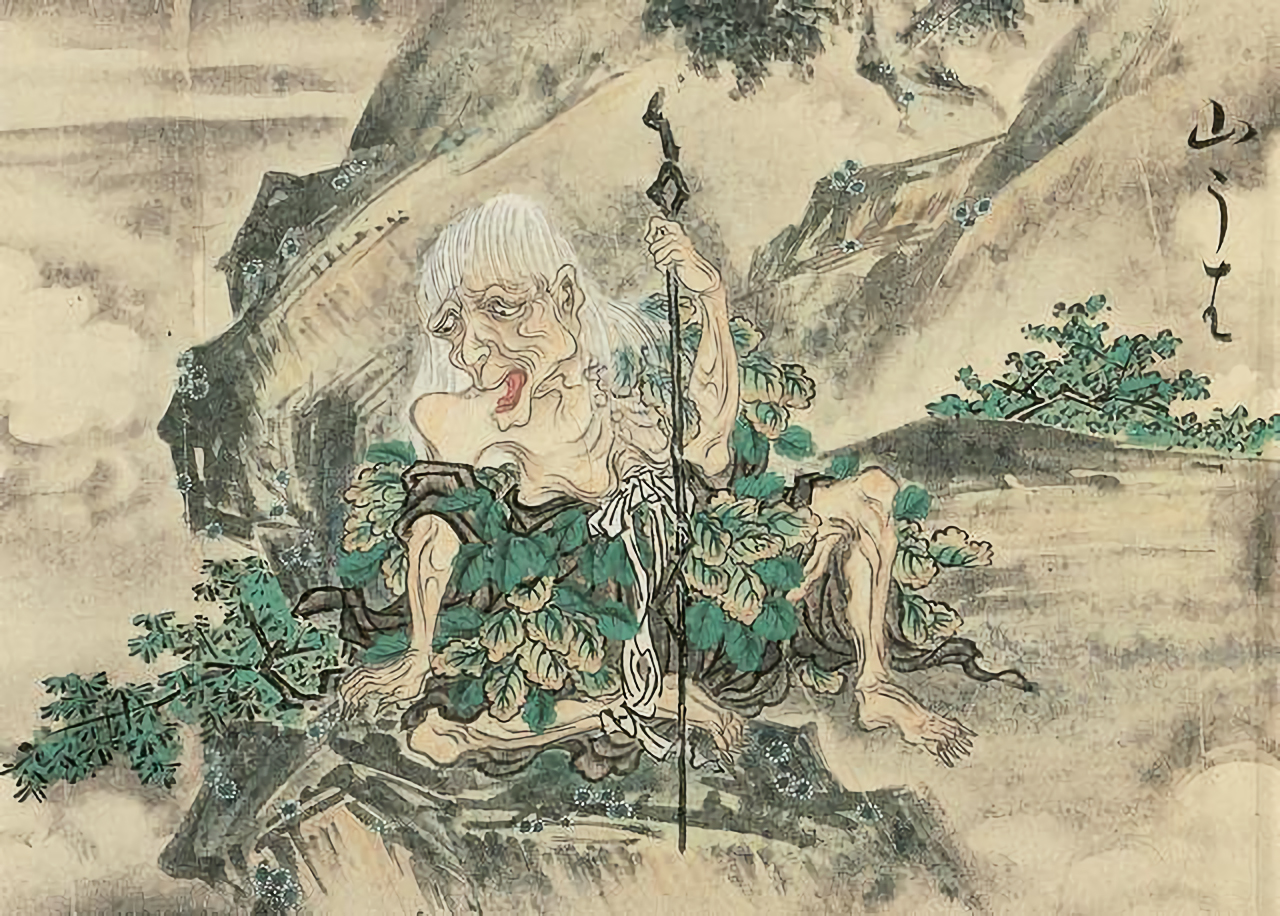
Yamauba
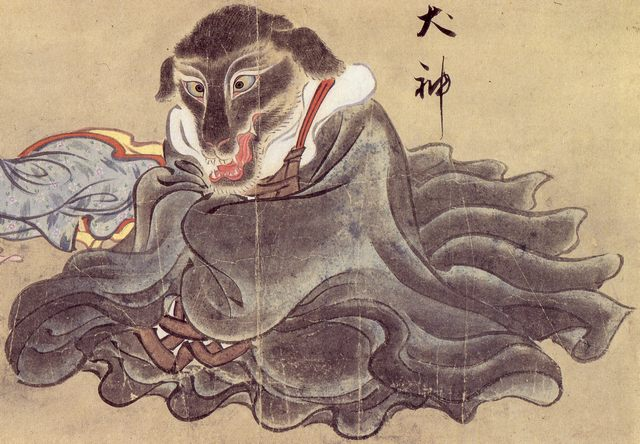
Inugami
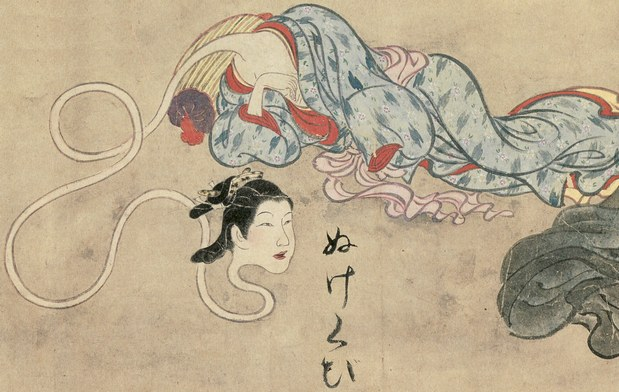
Rokuro Kubi
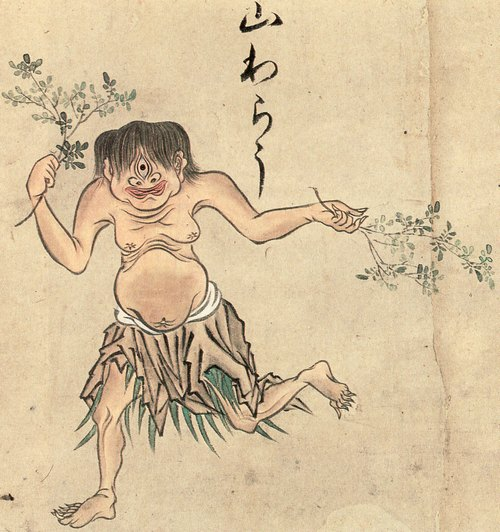
Yamawaro
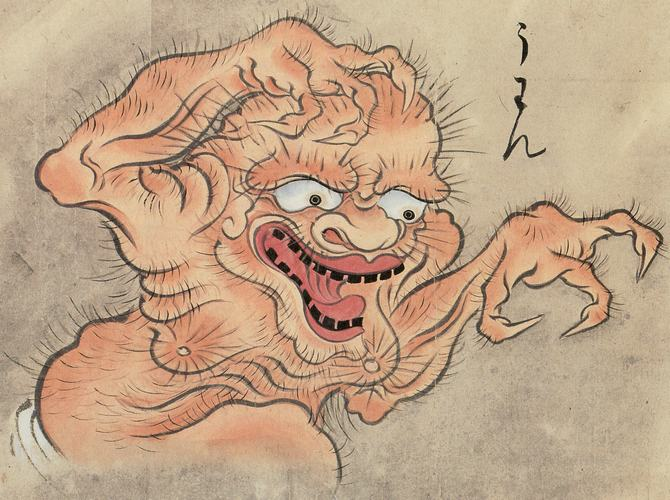
Uwan
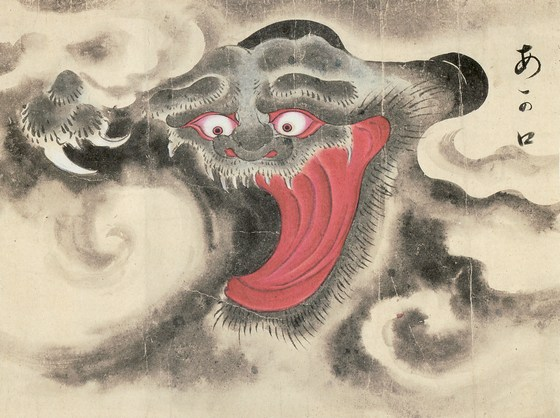
Akakuchi
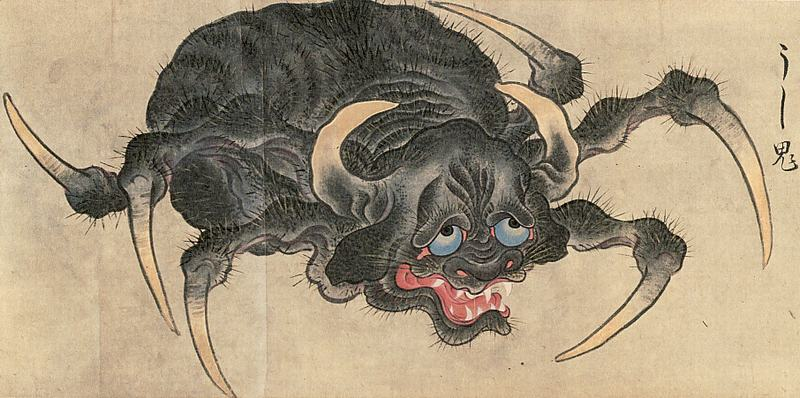
Ushi Oni
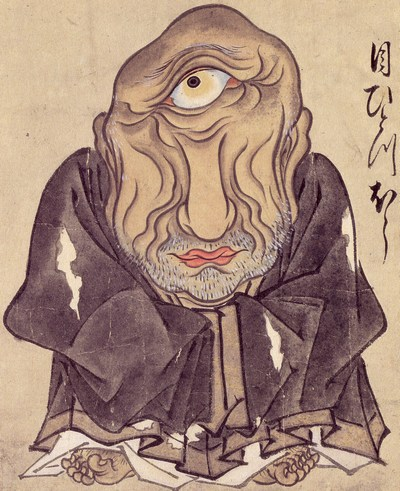
Mehitotsu bō
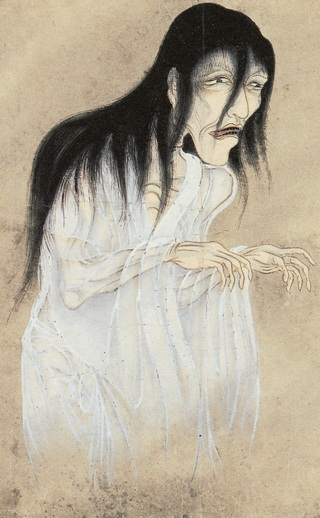
Yūrei
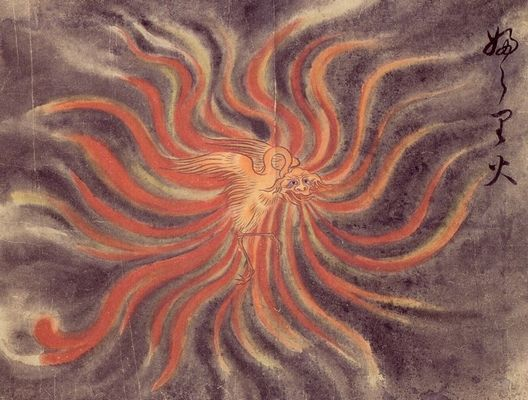
Furaribi
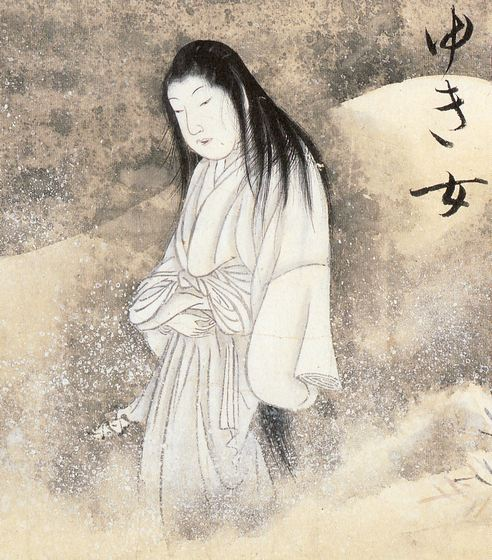
Yuki Onna
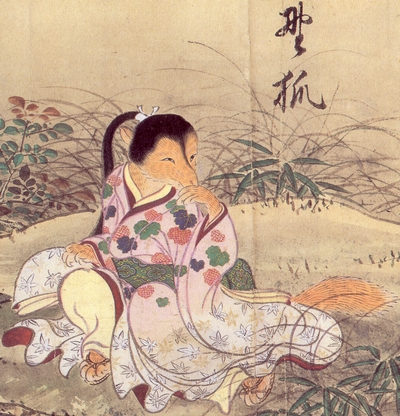
Kori
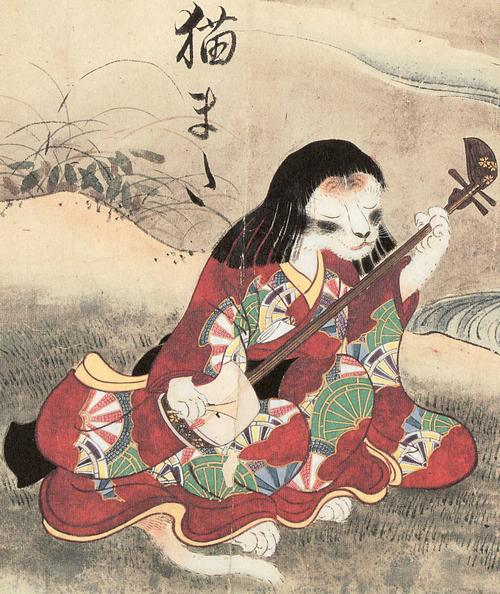
Nekomata
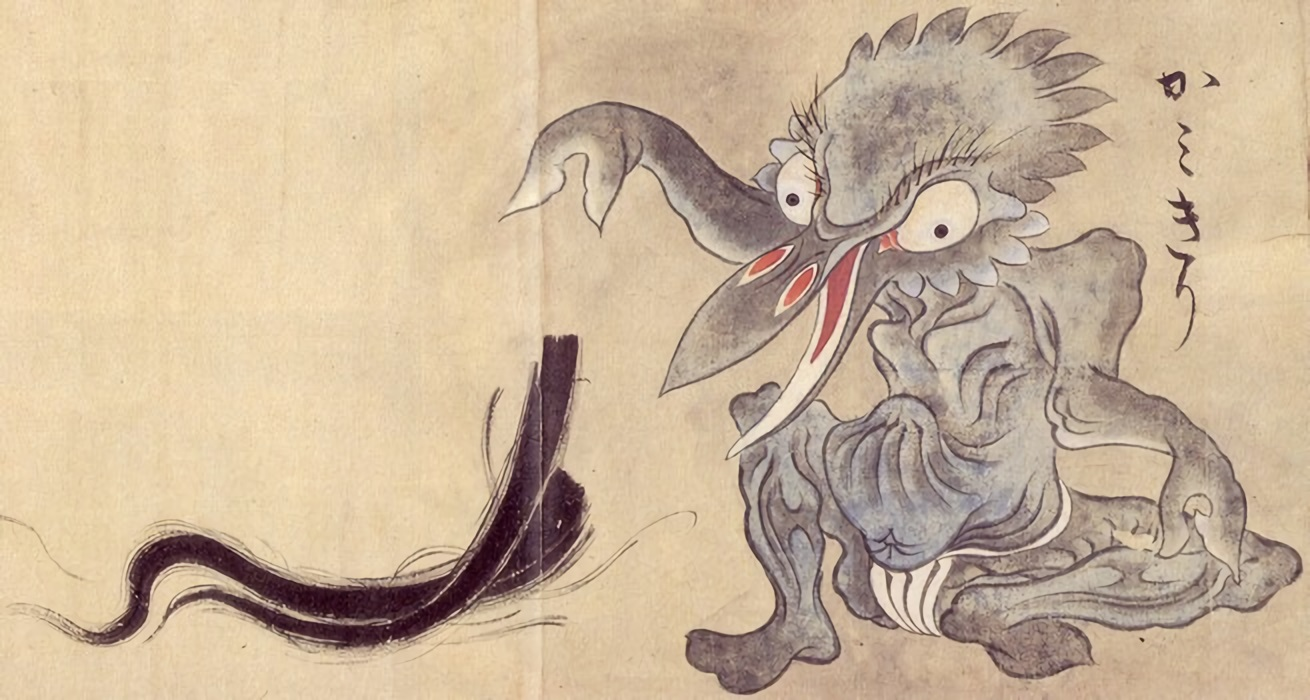
Kamikiri

## Mục liên quan
- Danh sách yêu quái Nhật Bản